# Günter Horst
Günter Horst (* 10. Oktober 1919 in Kleinschmalkalden) war Fußballtrainer in der DDR und arbeitete unter anderem als Assistenztrainer für die Fußballnationalmannschaft der DDR.
Günter Horst wuchs in Leipzig auf und begann mit zehn Jahren organisiert Fußball zu spielen. 1948 übernahm er die Leitung der Landessportschule Sachsen-Anhalt in Freyburg (Unstrut), später wurde er Leiter des zentralen Fußball-Trainingslagers im thüringischen Greiz. Als 1950 in Leipzig die Deutsche Hochschule für Körperkultur (DHfK) gegründet wurde, war Horst am Aufbau der Fußballtrainer-Fakultät beteiligt. Anschließend übernahm er selbst Trainerposten. Zwischen 1955 und 1957 arbeitete er als Assistenztrainer für János Gyarmati, dem Trainer der DDR-Fußballnationalmannschaft. Von Juni bis September 1958 war er kurzzeitig verantwortlicher Trainer des in Aue beheimateten seinerzeitigen DDR-Fußballmeisters SC Wismut Karl-Marx-Stadt.
1961 ging Günter Horst in die Universitätsstadt Greifswald, wo er bei der BSG Einheit das Traineramt vom zuvor von den eigenen Spielern abgewählten Lothar Wießner übernahm. Einheit Greifswald spielte zu dieser Zeit in der zweitklassigen I. DDR-Liga. Sein Engagement litt darunter, dass zu seiner Zeit zahlreiche talentierte Spieler wie z. B. die späteren Oberligaspieler Helmut Hergesell, Harald Nitze und Hans-Joachim Steinfurth die BSG verließen. Horst sah die Ursache darin, dass die Betriebssportgemeinschaften abseits der Metropolen nur ungenügend gefördert wurden. Seinen Frust darüber tat er anlässlich der desaströsen 0:10-Niederlage im Pokalspiel gegen den DDR-Oberligisten SC Dynamo Berlin in der Saison 1963/64 öffentlich kund, als er in den Schaukästen der BSG im Greifswalder Stadtgebiet eine schriftlich Erklärung aushing, in der er die mangelnde sportliche Unterstützung seiner Mannschaft seitens des DDR-Fußballverbandes und des Fußball-Bezirksfachausschusses Rostock beklagte und erklärte, dass er trotz allem an seinem Ziel Aufstieg in die Oberliga festhalten wolle. Sein Hilferuf blieb wirkungslos, sein Kader verlor immer mehr an Qualität, bis die Mannschaft 1966 nach einer niederschmetternden Saison in die drittklassige Bezirksliga abstieg. Noch vor Ende der Spielzeit war Horst von dem noch bei Einheit Greifswald aktiven Ex-Nationalspieler Karl-Heinz Holze abgelöst worden.
Der von ihm vor Jahren angegriffene Bezirksfachausschuss Rostock nahm sich trotzdem seiner an und übertrug ihm im Frühjahr 1966 das Amt eines Bezirksjugendtrainers. Weitere Stationen von Günter Horst bei höherklassigen Mannschaften sind nicht bekannt.